# Georg Wadenius
Georg Wadenius, detto Jojje (Stoccolma, 4 maggio 1945), è un chitarrista, bassista, cantante e compositore svedese, noto soprattutto negli anni settanta e ottanta come turnista e creatore di canzoni per bambini.
Fu il fondatore di due supergruppi svedesi: Made in Sweden (1966-1972 e 1976) e Solar Plexus (1971-1972). Successivamente si spostò negli Stati Uniti dove diventò il chitarrista dei Blood, Sweat & Tears dal 1972 al 1975. Nel 1979 si unì alla Saturday Night Live Band fino al 1985. Da allora ha lavorato come turnista per numerosi artisti tra cui Steely Dan, Aretha Franklin, Diana Ross, Dr. John, David Sanborn, James Brown, Marianne Faithfull, Kent, Paul Simon, Joe, Dionne Warwick, Roberta Flack, Donald Fagen, Doug Katsaros, Paul Desmond, Jim Hall, John McLaughlin, Michael Franks, and Luther Vandross
Nel 1970 ha ricevuto in Svezia un Grammy per i Made in Sweden e un altro per il suo lavoro per le canzoni per bambini.

## Discografia

### Solista
- 1969 - Goda' goda'
- 1978 - Puss, puss, sant, sant
- 1978 - Georg Wadenius
- 1987 - Cleo
- 1995 - Till alla barn
- 1999 - Zzoppa
- 2009 - Jul På Svenska
- 2010 - Reconnection
- 2013 - Jul På Norska
- 2014 - Cleo2

### Con i Made in Sweden
- 1968 - Made in Sweden with Love
- 1969 - Snakes in a Hole
- 1970 - Live! At the Golden Circle
- 1970 - Made in England
- 1970 - Regnbågslandet
- 1971 - Best Of
- 1976 - Where Do We Begin

### Con i Blood, Sweat & Tears
- 1972 - New Blood
- 1973 - No Sweat
- 1974 - Mirror Image
- 1975 - New City

### Collaborazioni
- Live & More (1980) - Roberta Flack e Peabo Bryson
- Never Too Much - Luther Vandross (1981)
- Forever, For Always, For Love (1982) - Luther Vandross
- Busy Body (1983) - Luther Vandross
- Jump to It - Aretha Franklin
- How Many Times Can We Say Goodbye (1983) - Dionne Warwick e Luther Vandross
- Swept Away (1984) - Diana Ross
- Passion Fruit (1985) - Ronnie Cuber
- Camera Never Lies (1987) - Michael Franks
- Kamakiriad (1993) - Donald Fagen
- Scene Is Clean (1993) Ronnie Cuber
- Television (1994) - Dr. John
- Alive in America (1995) - Steely Dan
- Vapen & ammunition (2002) - Kent
- Irreplaceable (2003) - George Benson
- Hjerteknuser (2007) - Jan Eggum